# Studienbegleitender Deutschunterricht
Studienbegleitender Deutschunterricht  ist ein Deutschunterricht an Universitäten und Hochschulen für Studierende aller Fächer außer Germanistik, der das Studium auf dem Weg zum Beruf „begleitet“.
Der studienbegleitende Deutsch- und Fremdsprachenunterricht ist daher berufsorientiert und interdisziplinär, und  unterscheidet sich aufgrund der speziellen Zielgruppe   –  d. h. der Studierenden aller Universitäten und Studienrichtungen  –   von einem allgemeinen Deutsch-  und Sprachunterricht für Erwachsene. Studierende müssen Kompetenzen und Schlüsselqualifikationen aufbauen und entwickeln,  über die Erwachsene schon längst verfügen (oder verfügen sollten), und dies erfordert die Wahl von besonderen Inhalten und den Einsatz von gezielten Materialien und Verfahren im Unterricht.
Es geht um die in, durch und mit der Sprache sich entwickelnde Handlungskompetenz,  sowie um die dazu notwendigen Voraussetzungen in Forschung und Lehre und nicht um Fachsprache oder Wirtschaftssprache. In den letzten  Jahren sind mehrere Rahmencurricula für den studienbegleitenden Deutschunterricht entstanden. Die neueren Curricula berücksichtigen den GeR (Gemeinsamer Europäischer Referenzrahmen)  und wurden besonders im Bereich der Beurteilung und Bewertung ausgebaut.
Durch die Entwicklung von Curricula und Lehrmaterialien hat sich der studienbegleitende Deutschunterricht als eigenständiges Fachgebiet etabliert.

## Rahmencurricula zum studienbegleitenden Deutschunterricht
- Rahmencurriculum des studienbegleitenden Deutschunterrichts an tschechischen und slowakischen Hochschulen und Universitäten (Lévy-Hillerich D., Tönshoff),  Fraus Plzeň, 2002, ISBN 80-7238-226-8, Goethe-Institut Prag 2000.
- Rahmencurriculum für Fremdsprachenlektorate Deutsch als Fremdsprache an polnischen Hochschulen und Universitäten, 1998, ISBN 83-910063-4-4 Goethe-Institut e.V. Warschau.
- Lévy-Hillerich, D., 2002, Rahmencurriculum für die Fortbildung von Lehrern für Deutsch als Fremdsprache im Bereich Berufs- und Fachsprachen, Leonardo-Projekt: 1/97/1/29279/PI/III.1.a.CON.
- Lévy-Hillerich, D., 2002, Rahmencurriculum für den berufsorientierten Unterricht Deutsch als Fremdsprache in der Sekundarstufe II, Leonardo-Projekt: 1/97/1/29279/PI/III.1.a.CON.
- Rahmencurriculum für Deutsch als Fremdsprache im studienbegleitenden Fremdsprachenunterricht an den Universitäten u. Hochschulen in Polen, in der Slowakei in Tschechien, 2006.
- Rahmencurriculum für Deutsch als Fremdsprache im studienbegleitenden Fremdsprachenunterricht an den Universitäten und Hochschulen in Kroatien, Goethe-Institut und GRADSKA i SVEUČILIŠNA KNJIŽNICA OSIJEK, 2007, ISBN 978-953-7005-14-6.
- Vom Gemeinsamen europäischen Referenzrahmen für Sprachen zur Umsetzung in einem kompetenzorientierten Deutschunterricht in der Sekundarschule: Vorschläge und Lehrerhandreichungen, MENEP, Ministère de l’Éducation nationale et de la Formation professionnelle, Luxemburg 2009, ISBN 978-2-87995-979-5
- Rahmencurriculum für Deutsch als Fremdsprache im studienbegleitenden Fremdsprachenunterricht an Universitäten und Hochschulen in Serbien, 2011.
- Rahmencurriculum für Deutsch als Fremdsprache im studienbegleitenden Fremdsprachenunterricht an Universitäten und Hochschulen in Bosnien und Herzegowina, 2011, ISBN 978-9958-30-104-9.
- Rahmencurriculum für den studienbegleitenden fremdsprachlichen Deutschunterricht an Universitäten und Hochschulen in Makedonien, 2013.
- Rahmencurriculum für Studienbegleitenden Deutschunterricht an ukrainischen Hochschulen und Universitäten, Ministerium für Bildung und Wissenschaft der Ukraine, Kiew, Goethe-Institut, Kiew. Erste Ausgabe 2006: ISBN 966-7043-94-0.  Neue überarbeitete Ausgabe 2014.